# Desmopachria angulata
Desmopachria angulata (лат.) — вид жуков-плавунцов рода Desmopachria из подсемейства Hydroporinae (Dytiscidae). 

## Распространение
Встречаются в Южной Америке: Гайана, Суринам.

## Описание
Жуки мелких размеров; длина 2,0—2,2 мм. Голова и переднеспинка равномерно оранжевые, слегка переливчатые. Надкрылья равномерно коричневато-оранжевые, радужные. Вентральная поверхность головы, простернум, головные придатки, передние и средние лапки жёлтые, остальные вентральные поверхности и задние ноги тёмно-оранжевые, латеральная часть задних тазиков радужная. Пунктуры на переднеспинке очень мелки е и редкие. Пунктуры на надкрыльях двойные, с крупными и мелкими точками, перемежающимися с крупными. Гениталии самца отчётливые: срединная лопасть удлинённая, тонкая и отчётливо угловатая медиально с закругленной вершиной и с отчётливой субапикальной лопастью на вентральном крае. Латеральная лопасть широкая медиально, вершина лопастная и узко закруглённая с небольшим густым рядом волосков. Тело широко овальное и выпуклое профиль; лабиальные щупики зазубренные апикально; заднебоковой угол переднеспинки острый; простернальный отросток резко заострен.